# Éliminatoires de la Coupe d'Asie des nations de football 2011

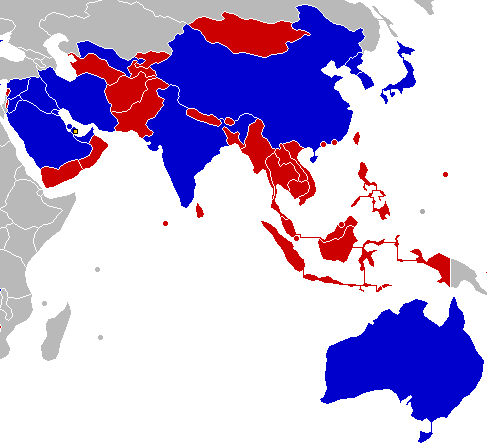

Les éliminatoires de la Coupe d'Asie des nations de football 2011 vont voir divers pays prendre part pour déterminer les 12 places qualificatives pour la finale du tournoi au Qatar sur la base de nouveaux systèmes de qualification fixés par la Asian Football Confederation (AFC).
Six équipes ne prendront pas part à ses éliminatoires : le Qatar qualifié comme hôte, et les trois premiers du tournoi en 2007, qui sont l'Irak, l'Arabie saoudite et la république de Corée. L'Inde a remporté l'AFC Challenge Cup 2008 et a également obtenu la qualification. De même pour la Corée du Nord qui a remporté l'AFC Challenge Cup 2010.

## Les éliminatoires

### Les participants
1. Japon
2. Australie
3. Iran
4. Ouzbékistan
5. Viêt Nam
6. Chine
7. Thaïlande
8. Indonésie
9. Émirats arabes unis
10. Bahreïn
11. Oman
12. Malaisie
13. Jordanie
14. Syrie
15. Hong Kong
16. Yémen
17. Koweït
18. Singapour
19. Inde
20. Liban
21. Maldives

### Premier tour
Au premier tour des éliminatoires de la Coupe d'Asie des Nations de football 2011, les deux équipes les moins bien classées (le Liban et les Maldives) s'affrontent dans une série de matchs aller-retour le 9 avril et le 23 avril 2008.
| 9 avril 2008 | Liban                                                   | 4 – 0 | Maldives | Camille Chamoun Sports City Stadium, Beyrouth  |                                                |
| 18:00 UTC+3  | El-Ali 5e · Yaacoub 11e · Atwi 13e (pen.) · Ghaddar 39e |       |          | Spectateurs : 200 Arbitrage : Naser Al-Ghafary | Spectateurs : 200 Arbitrage : Naser Al-Ghafary |
| 18:00 UTC+3  | (Rapport)                                               |       |          | Spectateurs : 200 Arbitrage : Naser Al-Ghafary | Spectateurs : 200 Arbitrage : Naser Al-Ghafary |

| 23 avril 2008 | Maldives  | 1 – 2 | Liban                     | Rasmee Dhandu Stadium, Malé                   |                                               |
| 16:00 UTC+5   | Qasim 22e |       | Korhani 9e · Al-Jamal 75e | Spectateurs : 6 000 Arbitrage : Rosdi Shahrul | Spectateurs : 6 000 Arbitrage : Rosdi Shahrul |
| 16:00 UTC+5   | (Rapport) |       |                           | Spectateurs : 6 000 Arbitrage : Rosdi Shahrul | Spectateurs : 6 000 Arbitrage : Rosdi Shahrul |

### Tour final

#### Les chapeaux
Les équipes amenées à concourir ont été rangées dans l'ordre suivant :
| Pot 1                                               | Pot 2                                                           | Pot 3                                            | Pot 4                                       |
| --------------------------------------------------- | --------------------------------------------------------------- | ------------------------------------------------ | ------------------------------------------- |
| - Japon - Australie - Iran - Ouzbékistan - Viêt Nam | - Chine - Thaïlande - Indonésie - Émirats arabes unis - Bahreïn | - Oman - Jordanie - Syrie - Malaisie - Hong Kong | - Yémen - Koweït - Singapour - Inde - Liban |

Notes:
- Pts = total de points
- J = total de matchs joués
- V = nombre de victoires
- N = nombre de matchs nuls
- D = nombre de défaites
- BP = total de buts marqués
- BC = total de buts encaissés
- Dif = différence de buts

#### Groupe A
| Rang | Équipe    | Pts | J | G | N | P | Bp | Bc | Diff |  | Résultats (▼ dom., ► ext.) |     |     |     |     |
| ---- | --------- | --- | - | - | - | - | -- | -- | ---- |  | -------------------------- | --- | --- | --- | --- |
| 1    | Japon     | 15  | 6 | 5 | 0 | 1 | 17 | 4  | +13  |  | Japon                      |     | 2-0 | 2-1 | 6-0 |
| 2    | Bahreïn   | 12  | 6 | 4 | 0 | 2 | 12 | 6  | +6   |  | Bahreïn                    | 1-0 |     | 4-0 | 4-0 |
| 3    | Yémen     | 7   | 6 | 2 | 1 | 3 | 7  | 9  | -2   |  | Yémen                      | 2-3 | 3-0 |     | 1-0 |
| 4    | Hong Kong | 1   | 6 | 0 | 1 | 5 | 1  | 18 | -17  |  | Hong Kong                  | 0-4 | 1-3 | 0-0 |     |

| 20 janvier 2009 | Japon                           | 2 – 1 | Yémen         | KKWing Stadium Kumamoto                  |                                          |
| 19:20 UTC+9     | Okazaki 7e · Tatsuya Tanaka 66e |       | Al-Fadhli 47e | Spectateurs : 30 654 Arbitrage : Tan Hai | Spectateurs : 30 654 Arbitrage : Tan Hai |
| 19:20 UTC+9     | Report                          |       |               | Spectateurs : 30 654 Arbitrage : Tan Hai | Spectateurs : 30 654 Arbitrage : Tan Hai |

| 21 janvier 2009 | Hong Kong         | 1 – 3 | Bahreïn                                      | Hong Kong Stadium Hong Kong                 |                                             |
| 19:30 UTC+8     | Cheng Siu Wai 90e |       | Abdullatif 10e · Fatadi 37e · Salman Isa 87e | Spectateurs : 6 013 Arbitrage : Minh Tri Vo | Spectateurs : 6 013 Arbitrage : Minh Tri Vo |
| 19:30 UTC+8     | Report            |       |                                              | Spectateurs : 6 013 Arbitrage : Minh Tri Vo | Spectateurs : 6 013 Arbitrage : Minh Tri Vo |

| 28 janvier 2009 | Yémen        | 1 – 0 | Hong Kong | Ali Muhesen Stadium Sana'a                          |                                                     |
| 16:15 UTC+3     | Al Selwi 52e |       |           | Spectateurs : 10 000 Arbitrage : Abdullah Al Hilali | Spectateurs : 10 000 Arbitrage : Abdullah Al Hilali |
| 16:15 UTC+3     | Report       |       |           | Spectateurs : 10 000 Arbitrage : Abdullah Al Hilali | Spectateurs : 10 000 Arbitrage : Abdullah Al Hilali |

| 28 janvier 2009 | Bahreïn        | 1 – 0 | Japon | Stade national de Bahreïn Madinat 'Isa           |                                                  |
| 18:15 UTC+3     | Salman Isa 24e |       |       | Spectateurs : 11 200 Arbitrage : Ravshan Irmatov | Spectateurs : 11 200 Arbitrage : Ravshan Irmatov |
| 18:15 UTC+3     | Report         |       |       | Spectateurs : 11 200 Arbitrage : Ravshan Irmatov | Spectateurs : 11 200 Arbitrage : Ravshan Irmatov |

| 8 octobre 2009 | Japon                                                         | 6 - 0 | Hong Kong | Outsourcing Stadium Shizuoka                  |                                               |
| 19:20 UTC+9    | Okazaki 17e 74e 76e · Nagatomo 28e · Nakazawa 50e · Túlio 67e |       |           | Spectateurs : 16 028 Arbitrage : Mohsen Torky | Spectateurs : 16 028 Arbitrage : Mohsen Torky |
| 19:20 UTC+9    | Report                                                        |       |           | Spectateurs : 16 028 Arbitrage : Mohsen Torky | Spectateurs : 16 028 Arbitrage : Mohsen Torky |

| 18 novembre 2009 | Bahreïn                                                      | 4 – 0 | Yémen | Stade national de Bahreïn Madinat 'Isa       |                                              |
| 17:45 UTC+3      | Abdullatif 20e · Fatadi 28e · Salman 64e · Al-Dali 75e (csc) |       |       | Spectateurs : 1 000 Arbitrage : Muhsen Basma | Spectateurs : 1 000 Arbitrage : Muhsen Basma |
| 17:45 UTC+3      | Report                                                       |       |       | Spectateurs : 1 000 Arbitrage : Muhsen Basma | Spectateurs : 1 000 Arbitrage : Muhsen Basma |

| 18 novembre 2009 | Hong Kong | 0 – 4 | Japon                                                          | Hong Kong Stadium Hong Kong                  |                                              |
| 17:45 UTC+3      |           |       | Hasebe 32e · Satō 74e · S. Nakamura 84e · Okazaki 90+1e (pen.) | Spectateurs : 13 254 Arbitrage : Peter Green | Spectateurs : 13 254 Arbitrage : Peter Green |
| 17:45 UTC+3      | Report    |       |                                                                | Spectateurs : 13 254 Arbitrage : Peter Green | Spectateurs : 13 254 Arbitrage : Peter Green |

| 6 janvier 2010 | Yémen                     | 2 – 3 | Japon             | Ali Muhesen Stadium Sana'a                                                   |                                                                              |
| 16:15 UTC+3    | Al-Fadhli 13e · Abbod 39e |       | Hirayama 42 55 79 | Spectateurs : 10 000 Arbitrage : Ali Hamad Al-Badwawi ( Émirats arabes unis) | Spectateurs : 10 000 Arbitrage : Ali Hamad Al-Badwawi ( Émirats arabes unis) |
| 16:15 UTC+3    | Report                    |       |                   | Spectateurs : 10 000 Arbitrage : Ali Hamad Al-Badwawi ( Émirats arabes unis) | Spectateurs : 10 000 Arbitrage : Ali Hamad Al-Badwawi ( Émirats arabes unis) |

| 6 janvier 2010 | Bahreïn                         | 4 – 0 | Hong Kong | Stade national de Bahreïn Madinat 'Isa           |                                                  |
| 18:00 UTC+3    | Abdullatif 35 40 44 · Adnan 79e |       |           | Spectateurs : 1 550 Arbitrage : Abdullah Balideh | Spectateurs : 1 550 Arbitrage : Abdullah Balideh |
| 18:00 UTC+3    | Report                          |       |           | Spectateurs : 1 550 Arbitrage : Abdullah Balideh | Spectateurs : 1 550 Arbitrage : Abdullah Balideh |

| 20 janvier 2010 | Yémen                       | 3 - 0 | Bahreïn | Ali Mohsen Al-Muraisi Stadium                |                                              |
|                 | Al-Nono 5 25 · Al-Abidi 86e |       |         | Spectateurs : 7 000 Arbitrage : Mohsen Torky | Spectateurs : 7 000 Arbitrage : Mohsen Torky |
|                 | Report                      |       |         | Spectateurs : 7 000 Arbitrage : Mohsen Torky | Spectateurs : 7 000 Arbitrage : Mohsen Torky |

| 3 mars 2010 | Japon                   | 2 - 0 | Bahreïn | Toyota Stadium                                                |                                                               |
|             | Okazaki 36e · Honda 90e |       |         | Spectateurs : 38 042 Arbitrage : Abdul Malik Bin Abdul Bashir | Spectateurs : 38 042 Arbitrage : Abdul Malik Bin Abdul Bashir |
|             | Report                  |       |         | Spectateurs : 38 042 Arbitrage : Abdul Malik Bin Abdul Bashir | Spectateurs : 38 042 Arbitrage : Abdul Malik Bin Abdul Bashir |

| 3 mars 2010 | Hong Kong | 0 - 0 | Yémen | Hong Kong Stadium                           |
|             |           |       |       | Spectateurs : 1 212 Arbitrage : Vo Minh Tri |
|             | Report    |       |       |                                             |

#### Groupe B
| Rang | Équipe    | Pts | J | G | N | P | Bp | Bc | Diff |  | Résultats (▼ dom., ► ext.) |     |     |     |     |
| ---- | --------- | --- | - | - | - | - | -- | -- | ---- |  | -------------------------- | --- | --- | --- | --- |
| 1    | Australie | 11  | 6 | 3 | 2 | 1 | 6  | 4  | +2   |  | Australie                  |     | 0-1 | 1-0 | 1-0 |
| 2    | Koweït    | 9   | 6 | 2 | 3 | 1 | 6  | 5  | +1   |  | Koweït                     | 2-2 |     | 0-1 | 2-1 |
| 3    | Oman      | 8   | 6 | 2 | 2 | 2 | 4  | 4  | 0    |  | Oman                       | 1-2 | 0-0 |     | 0-0 |
| 4    | Indonésie | 3   | 6 | 0 | 3 | 3 | 3  | 6  | -3   |  | Indonésie                  | 0-0 | 1-1 | 1-2 |     |

| 19 janvier 2009 | Oman      | 0 – 0 | Indonésie | Sultan Qaboos Sports Complex, Mascate                     |                                                           |
| 19:30 UTC+4     |           |       |           | Spectateurs : 13 000 Arbitrage : Tayeb Hasan Shamsuzzaman | Spectateurs : 13 000 Arbitrage : Tayeb Hasan Shamsuzzaman |
| 19:30 UTC+4     | (Rapport) |       |           | Spectateurs : 13 000 Arbitrage : Tayeb Hasan Shamsuzzaman | Spectateurs : 13 000 Arbitrage : Tayeb Hasan Shamsuzzaman |

| 28 janvier 2009 | Koweït    | 0 – 1 | Oman      | Al Kuwait Sports Club Stadium, Koweït                   |                                                         |
| 18:00 UTC+3     |           |       | Rabia 64e | Spectateurs : 22 000 Arbitrage : Mohamed Omar Al Saeedi | Spectateurs : 22 000 Arbitrage : Mohamed Omar Al Saeedi |
| 18:00 UTC+3     | (Rapport) |       |           | Spectateurs : 22 000 Arbitrage : Mohamed Omar Al Saeedi | Spectateurs : 22 000 Arbitrage : Mohamed Omar Al Saeedi |

| 28 janvier 2009 | Indonésie | 0 – 0 | Australie | Gelora Bung Karno Stadium, Djakarta                 |                                                     |
| 19:30 UTC+7     |           |       |           | Spectateurs : 50 000 Arbitrage : Malik Abdul Bashir | Spectateurs : 50 000 Arbitrage : Malik Abdul Bashir |
| 19:30 UTC+7     | (Rapport) |       |           | Spectateurs : 50 000 Arbitrage : Malik Abdul Bashir | Spectateurs : 50 000 Arbitrage : Malik Abdul Bashir |

| 5 mars 2009  | Australie | 0 – 1 | Koweït            | Canberra Stadium, Canberra                     |                                                |
| 20:00 UTC+11 |           |       | Mesaed Alemzi 38e | Spectateurs : 20 032 Arbitrage : Masoud Moradi | Spectateurs : 20 032 Arbitrage : Masoud Moradi |
| 20:00 UTC+11 | (Rapport) |       |                   | Spectateurs : 20 032 Arbitrage : Masoud Moradi | Spectateurs : 20 032 Arbitrage : Masoud Moradi |

| 14 octobre 2009 | Australie  | 1 – 0 | Oman | Docklands Stadium, Melbourne                  |                                               |
| 19:30 UTC+11    | Cahill 74e |       |      | Spectateurs : 20 595 Arbitrage : Toma Maasaki | Spectateurs : 20 595 Arbitrage : Toma Maasaki |

| 14 novembre 2009 | Koweït                   | 2 – 1 | Indonésie     | Al Kuwait Sports Club Stadium, Koweït               |                                                     |
| 18:30 UTC+3      | Al-Mutawa 61e (pen.) 87e |       | Pamungkas 33e | Spectateurs : 16 000 Arbitrage : Valentin Kovalenko | Spectateurs : 16 000 Arbitrage : Valentin Kovalenko |
| 18:30 UTC+3      | (Rapport)                |       |               | Spectateurs : 16 000 Arbitrage : Valentin Kovalenko | Spectateurs : 16 000 Arbitrage : Valentin Kovalenko |

| 14 novembre 2009 | Oman      | 1 – 2 | Australie                   | Sultan Qaboos Sports Complex, Mascate       |                                             |
| 18:00 UTC+4      | Ayil 15e  |       | Wilkshire 43e · Emerton 82e | Spectateurs : 12 000 Arbitrage : Sun Baojie | Spectateurs : 12 000 Arbitrage : Sun Baojie |
| 18:00 UTC+4      | (Rapport) |       |                             | Spectateurs : 12 000 Arbitrage : Sun Baojie | Spectateurs : 12 000 Arbitrage : Sun Baojie |

| 18 novembre 2009 | Indonésie     | 1 – 1 | Koweït   | Gelora Bung Karno Stadium, Djakarta |                         |
| 18:30 UTC+7      | Budi S. 45+4e |       | Ajab 72e | Arbitrage : Minoru Toju             | Arbitrage : Minoru Toju |
| 18:30 UTC+7      | (Rapport)     |       |          | Arbitrage : Minoru Toju             | Arbitrage : Minoru Toju |

| 6 janvier 2010 | Koweït                 | 2 – 2 | Australie                   | Al Kuwait Sports Club Stadium, Koweït            |                                                  |
| 17:30 UTC+3    | Bandar 40e · Naser 44e |       | Wilkshire 2e · Heffernan 4e | Spectateurs : 20 000 Arbitrage : Ravshan Irmatov | Spectateurs : 20 000 Arbitrage : Ravshan Irmatov |
| 17:30 UTC+3    | (Rapport)              |       |                             | Spectateurs : 20 000 Arbitrage : Ravshan Irmatov | Spectateurs : 20 000 Arbitrage : Ravshan Irmatov |

| 6 janvier 2010 | Indonésie | 1 – 2 | Oman                      | Gelora Bung Karno Stadium, Jakarta                      |                                                         |
| 18:30 UTC+7    | Boaz 45e  |       | Bashir 32e · Sulaiman 52e | Spectateurs : 45 000 Arbitrage : Subkhiddin Mohd Salleh | Spectateurs : 45 000 Arbitrage : Subkhiddin Mohd Salleh |
| 18:30 UTC+7    | (Rapport) |       |                           | Spectateurs : 45 000 Arbitrage : Subkhiddin Mohd Salleh | Spectateurs : 45 000 Arbitrage : Subkhiddin Mohd Salleh |

| 3 mars 2010 | Australie    | 1 – 0 | Indonésie | Suncorp Stadium                              |                                              |
|             | Milligan 42e |       |           | Spectateurs : 20 422 Arbitrage : Ogiya Kenji | Spectateurs : 20 422 Arbitrage : Ogiya Kenji |
|             | (Rapport)    |       |           | Spectateurs : 20 422 Arbitrage : Ogiya Kenji | Spectateurs : 20 422 Arbitrage : Ogiya Kenji |

| 3 mars 2010 | Oman      | 0 – 0 | Koweït | Sultan Qaboos Sports Complex, Mascate          |
|             |           |       |        | Spectateurs : 27 000 Arbitrage : Masoud Moradi |
|             | (Rapport) |       |        |                                                |

#### Groupe C
Vu que l'Inde a remporté l'AFC Challenge Cup 2008, elle est directement qualifiée pour la Coupe d'Asie 2011, donc tous ses matchs dans les éliminatoires sont annulés.
| Rang | Équipe              | Pts | J | G | N | P | Bp | Bc | Diff |  | Résultats (▼ dom., ► ext.) |     |     |     |
| ---- | ------------------- | --- | - | - | - | - | -- | -- | ---- |  | -------------------------- | --- | --- | --- |
| 1    | Émirats arabes unis | 9   | 4 | 3 | 0 | 1 | 7  | 1  | +6   |  | Émirats arabes unis        |     | 0-1 | 1-0 |
| 2    | Ouzbékistan         | 9   | 4 | 3 | 0 | 1 | 7  | 3  | +4   |  | Ouzbékistan                | 0-1 |     | 3-1 |
| 3    | Malaisie            | 0   | 4 | 0 | 0 | 4 | 2  | 12 | -10  |  | Malaisie                   | 0-5 | 1-3 |     |
| 4    | Inde                |     |   |   |   |   |    |    |      |  |                            |     |     |     |

| 21 janvier 2009 | Malaisie  | 0 – 5 | Émirats arabes unis                                     | KLFA Stadium, Kuala Lumpur                    |                                               |
| 20:45 UTC+8     |           |       | M.Omar 29e 45+1e (pen.) · Matar 62e 76e · A. Khalil 85e | Spectateurs : 10 000 Arbitrage : Ben Williams | Spectateurs : 10 000 Arbitrage : Ben Williams |
| 20:45 UTC+8     | (Rapport) |       |                                                         | Spectateurs : 10 000 Arbitrage : Ben Williams | Spectateurs : 10 000 Arbitrage : Ben Williams |

| 28 janvier 2009 | Émirats arabes unis | 0 – 1 | Ouzbékistan     | Stade de Sharjah, Charjah                         |                                                   |
| 19:00 UTC+4     |                     |       | F. Tadjiyev 30e | Spectateurs : 15 000 Arbitrage : Yuichi Nichimura | Spectateurs : 15 000 Arbitrage : Yuichi Nichimura |
| 19:00 UTC+4     | (Rapport)           |       |                 | Spectateurs : 15 000 Arbitrage : Yuichi Nichimura | Spectateurs : 15 000 Arbitrage : Yuichi Nichimura |

| 14 novembre 2009 | Ouzbékistan                     | 3 – 1 | Malaisie        | JAR Stadium, Tachkent                         |                                               |
| 16:00 UTC+5      | Djeparov 46e · Geynrikh 57e 65e |       | Zaquan Adha 68e | Spectateurs : 5 000 Arbitrage : Masoud Moradi | Spectateurs : 5 000 Arbitrage : Masoud Moradi |
| 16:00 UTC+5      | (Rapport)                       |       |                 | Spectateurs : 5 000 Arbitrage : Masoud Moradi | Spectateurs : 5 000 Arbitrage : Masoud Moradi |

| 18 novembre 2009 | Malaisie     | 1 – 3 | Ouzbékistan                             | National Stadium, Kuala Lumpur          |                                         |
| 17:30 UTC+8      | Bakhtiar 73e |       | Gafurov 33e · Nasimov 59e · Kapadze 74e | Spectateurs : 2 000 Arbitrage : Tan Hai | Spectateurs : 2 000 Arbitrage : Tan Hai |
| 17:30 UTC+8      | (Rapport)    |       |                                         | Spectateurs : 2 000 Arbitrage : Tan Hai | Spectateurs : 2 000 Arbitrage : Tan Hai |

| 6 janvier 2010 | Émirats arabes unis | 1 – 0 | Malaisie | Al Shabab Stadium, Dubaï                     |                                              |
| 19:00 UTC+4    | A. Khalil 90+3e     |       |          | Spectateurs : 3 500 Arbitrage : Muhsen Basma | Spectateurs : 3 500 Arbitrage : Muhsen Basma |
| 19:00 UTC+4    | (Rapport)           |       |          | Spectateurs : 3 500 Arbitrage : Muhsen Basma | Spectateurs : 3 500 Arbitrage : Muhsen Basma |

| 3 mars 2010 | Ouzbékistan | 0 - 1 | Émirats arabes unis | Stade Pakhtakor Markaziy, Tachkent                        |                                                           |
| 18:00 UTC+5 |             |       | Jaralla 90+3e       | Spectateurs : 20 000 Arbitrage : Shamsuzzaman Tayeb Hasan | Spectateurs : 20 000 Arbitrage : Shamsuzzaman Tayeb Hasan |
| 18:00 UTC+5 | (Rapport)   |       |                     | Spectateurs : 20 000 Arbitrage : Shamsuzzaman Tayeb Hasan | Spectateurs : 20 000 Arbitrage : Shamsuzzaman Tayeb Hasan |

#### Groupe D
| Équipe   | J | V | N | D | BP | BC | Dif | Pts |
| -------- | - | - | - | - | -- | -- | --- | --- |
| Syrie    | 6 | 4 | 2 | 0 | 10 | 2  | +8  | 14  |
| Chine    | 6 | 4 | 1 | 1 | 13 | 5  | +8  | 13  |
| Viêt Nam | 6 | 1 | 2 | 3 | 6  | 11 | -5  | 5   |
| Liban    | 6 | 0 | 1 | 5 | 2  | 13 | -11 | 1   |

| 14 janvier 2009 | Viêt Nam                                                        | 3 – 1 | Liban        | My Dinh National Stadium, Hanoi                          |                                                          |
| 19:00 UTC+7     | Nguyen Minh Phuong 12e · Lê Công Vinh 30e · Nguyễn Vũ Phong 70e |       | Maghrabi 75e | Spectateurs : 13 000 Arbitrage : Masaaki Iemoto ( Japon) | Spectateurs : 13 000 Arbitrage : Masaaki Iemoto ( Japon) |
| 19:00 UTC+7     | Report                                                          |       |              | Spectateurs : 13 000 Arbitrage : Masaaki Iemoto ( Japon) | Spectateurs : 13 000 Arbitrage : Masaaki Iemoto ( Japon) |

| 14 janvier 2009 | Syrie                                         | 3 – 2 | Chine                      | Stade international d'Alep, Alep                     |                                                      |
| 14:00 UTC+2     | Al Sayed 8e (pen.) 24e · Al Khatib 39e (pen.) |       | Qu Bo 51e · Liu Jian 90+4e | Spectateurs : 7 000 Arbitrage : Mohsen Torky ( Iran) | Spectateurs : 7 000 Arbitrage : Mohsen Torky ( Iran) |
| 14:00 UTC+2     | Report                                        |       |                            | Spectateurs : 7 000 Arbitrage : Mohsen Torky ( Iran) | Spectateurs : 7 000 Arbitrage : Mohsen Torky ( Iran) |

| 21 janvier 2009 | Chine                                                             | 6 – 1 | Viêt Nam            | Yellow Dragon Sports Center, Hangzhou                              |                                                                    |
| 19:35 UTC+8     | Gao Lin 2e 20e 84e · Du Wei 27e · Jiang Ning 37e · Hao Junmin 47e |       | Nguyễn Vũ Phong 11e | Spectateurs : 15 300 Arbitrage : Kim Dong-jin (en) ( Corée du Sud) | Spectateurs : 15 300 Arbitrage : Kim Dong-jin (en) ( Corée du Sud) |
| 19:35 UTC+8     | Report                                                            |       |                     | Spectateurs : 15 300 Arbitrage : Kim Dong-jin (en) ( Corée du Sud) | Spectateurs : 15 300 Arbitrage : Kim Dong-jin (en) ( Corée du Sud) |

| 28 janvier 2009 | Liban  | 0 – 2 | Syrie                          | Stade international de Saïda, Saïda                     |                                                         |
| 17:00 UTC+2     |        |       | Al-Hussain 37e · Al-Khatib 78e | Spectateurs : 300 Arbitrage : Abdullah Balideh ( Qatar) | Spectateurs : 300 Arbitrage : Abdullah Balideh ( Qatar) |
| 17:00 UTC+2     | Report |       |                                | Spectateurs : 300 Arbitrage : Abdullah Balideh ( Qatar) | Spectateurs : 300 Arbitrage : Abdullah Balideh ( Qatar) |

| 14 novembre 2009 | Liban  | 0 – 2 | Chine                  | Beirut Municipal Stadium, Beyrouth                                                      |                                                                                         |
| 17:00 UTC+2      |        |       | Yu Hai 44e · Qu Bo 73e | Spectateurs : 2 000 Arbitrage : Ali Hamad Madhad Saif Al-Badwawi ( Émirats arabes unis) | Spectateurs : 2 000 Arbitrage : Ali Hamad Madhad Saif Al-Badwawi ( Émirats arabes unis) |
| 17:00 UTC+2      | Report |       |                        | Spectateurs : 2 000 Arbitrage : Ali Hamad Madhad Saif Al-Badwawi ( Émirats arabes unis) | Spectateurs : 2 000 Arbitrage : Ali Hamad Madhad Saif Al-Badwawi ( Émirats arabes unis) |

| 14 novembre 2009 | Viêt Nam | 0 – 1 | Syrie      | My Dinh National Stadium, Hanoi                            |                                                            |
| 19:00 UTC+7      |          |       | Rafe 90+4e | Spectateurs : 30 000 Arbitrage : Ben Williams ( Australie) | Spectateurs : 30 000 Arbitrage : Ben Williams ( Australie) |
| 19:00 UTC+7      | Report   |       |            | Spectateurs : 30 000 Arbitrage : Ben Williams ( Australie) | Spectateurs : 30 000 Arbitrage : Ben Williams ( Australie) |

| 18 novembre 2009 | Syrie  | 0 – 0 | Viêt Nam | Stade international d'Alep, Alep                            |                                                             |
| 14:00 UTC+2      |        |       |          | Spectateurs : 19 000 Arbitrage : Abdullah Al Hilali ( Oman) | Spectateurs : 19 000 Arbitrage : Abdullah Al Hilali ( Oman) |
| 14:00 UTC+2      | Report |       |          | Spectateurs : 19 000 Arbitrage : Abdullah Al Hilali ( Oman) | Spectateurs : 19 000 Arbitrage : Abdullah Al Hilali ( Oman) |

| 22 novembre 2009 | Chine      | 1 – 0 | Liban | Yellow Dragon Sports Center, Hangzhou                                    |                                                                          |
| 20:05 GMT+8      | Du Wei 21e |       |       | Spectateurs : 21 520 Arbitrage : Matthew Christopher Breeze ( Australie) | Spectateurs : 21 520 Arbitrage : Matthew Christopher Breeze ( Australie) |
| 20:05 GMT+8      | Report     |       |       | Spectateurs : 21 520 Arbitrage : Matthew Christopher Breeze ( Australie) | Spectateurs : 21 520 Arbitrage : Matthew Christopher Breeze ( Australie) |

| 6 janvier 2010 | Chine  | 0 – 0 | Syrie | Yellow Dragon Sports Center, Hangzhou                  |                                                        |
| 19:30 GMT+8    |        |       |       | Spectateurs : 29 570 Arbitrage : Toma Maasaki ( Japon) | Spectateurs : 29 570 Arbitrage : Toma Maasaki ( Japon) |
| 19:30 GMT+8    | Report |       |       | Spectateurs : 29 570 Arbitrage : Toma Maasaki ( Japon) | Spectateurs : 29 570 Arbitrage : Toma Maasaki ( Japon) |

| 6 janvier 2010 | Liban      | 1 – 1 | Viêt Nam             | Stade municipal de Saïda, Saïda                                       |                                                                       |
| 14:15 UTC+2    | El Ali 20e |       | Phạm Thành Lương 40e | Spectateurs : No Record Arbitrage : Kovalenko Valentin ( Ouzbékistan) | Spectateurs : No Record Arbitrage : Kovalenko Valentin ( Ouzbékistan) |
| 14:15 UTC+2    | Report     |       |                      | Spectateurs : No Record Arbitrage : Kovalenko Valentin ( Ouzbékistan) | Spectateurs : No Record Arbitrage : Kovalenko Valentin ( Ouzbékistan) |

| 17 janvier 2010 | Viêt Nam                | 1 – 2 | Chine                           | My Dinh National Stadium, Hanoi                                 |                                                                 |
| 19:00 GMT+7     | Le Cong Vinh 76e (pen.) |       | Yang Xu 35e · Zhang Linpeng 43e | Spectateurs : 3 000 Arbitrage : Malik Abdul Bashir ( Singapour) | Spectateurs : 3 000 Arbitrage : Malik Abdul Bashir ( Singapour) |
| 19:00 GMT+7     | Report                  |       |                                 | Spectateurs : 3 000 Arbitrage : Malik Abdul Bashir ( Singapour) | Spectateurs : 3 000 Arbitrage : Malik Abdul Bashir ( Singapour) |

| 3 mars 2010 | Syrie                                                    | 4 - 0 | Liban | Al-Abbasiyyin Stadium                                         |                                                               |
|             | Alzino 4e · Al Agha 10e · Al-Hussain 47e · Alhousain 60e |       |       | Spectateurs : 16 000 Arbitrage : Kim Dong Jin ( Corée du Sud) | Spectateurs : 16 000 Arbitrage : Kim Dong Jin ( Corée du Sud) |
|             | Report                                                   |       |       | Spectateurs : 16 000 Arbitrage : Kim Dong Jin ( Corée du Sud) | Spectateurs : 16 000 Arbitrage : Kim Dong Jin ( Corée du Sud) |

#### Groupe E
| Équipe    | J | V | N | D | BP | BC | Dif | Pts |
| --------- | - | - | - | - | -- | -- | --- | --- |
| Iran      | 6 | 4 | 1 | 1 | 11 | 2  | +9  | 13  |
| Jordanie  | 6 | 2 | 2 | 2 | 4  | 4  | 0   | 8   |
| Thaïlande | 6 | 1 | 3 | 2 | 3  | 3  | 0   | 6   |
| Singapour | 6 | 2 | 0 | 4 | 6  | 15 | -9  | 6   |

| 14 janvier 2009 | Iran                                                                        | 6 – 0 | Singapour | Stade Azadi, Téhéran                                     |                                                          |
| 15:00 UTC+3:30  | Gholamnejad 43e · Bagheri 52e · Rezaei 55e · M. Zare 80e · M. Nouri 82e 83e |       |           | Spectateurs : 3 000 Arbitrage : Mohamad Mansour ( Liban) | Spectateurs : 3 000 Arbitrage : Mohamad Mansour ( Liban) |
| 15:00 UTC+3:30  | Report                                                                      |       |           | Spectateurs : 3 000 Arbitrage : Mohamad Mansour ( Liban) | Spectateurs : 3 000 Arbitrage : Mohamad Mansour ( Liban) |

| 14 janvier 2009 | Jordanie | 0 – 0 | Thaïlande | Stade international d'Amman, Amman                         |                                                            |
| 17:00 UTC+2     |          |       |           | Spectateurs : 5 000 Arbitrage : Abdulrahman Racho ( Syrie) | Spectateurs : 5 000 Arbitrage : Abdulrahman Racho ( Syrie) |
| 17:00 UTC+2     | Report   |       |           | Spectateurs : 5 000 Arbitrage : Abdulrahman Racho ( Syrie) | Spectateurs : 5 000 Arbitrage : Abdulrahman Racho ( Syrie) |

| 28 janvier 2009 | Singapour                      | 2 – 1 | Jordanie        | Bishan Stadium, Singapour                                |                                                          |
| 19:30 UTC+8     | Casmir 21e · Noh Alam Shah 63e |       | Aqel 41e (pen.) | Spectateurs : 6 188 Arbitrage : Peter Green ( Australie) | Spectateurs : 6 188 Arbitrage : Peter Green ( Australie) |
| 19:30 UTC+8     | Report                         |       |                 | Spectateurs : 6 188 Arbitrage : Peter Green ( Australie) | Spectateurs : 6 188 Arbitrage : Peter Green ( Australie) |

| 28 janvier 2009 | Thaïlande | 0 – 0 | Iran | Stade Rajamangala, Bangkok                                         |                                                                    |
| 18:30 UTC+7     |           |       |      | Spectateurs : 10 000 Arbitrage : Valentin Kovalenko ( Ouzbékistan) | Spectateurs : 10 000 Arbitrage : Valentin Kovalenko ( Ouzbékistan) |
| 18:30 UTC+7     | Report    |       |      | Spectateurs : 10 000 Arbitrage : Valentin Kovalenko ( Ouzbékistan) | Spectateurs : 10 000 Arbitrage : Valentin Kovalenko ( Ouzbékistan) |

| 14 novembre 2009 | Singapour           | 1 – 3 | Thaïlande                              | Stade national, Singapour                                    |                                                              |
| 19:30 UTC+8      | Fahrudin 84e (pen.) |       | Suksomkit 12e (pen.) 81e · Chaiman 75e | Spectateurs : 22 183 Arbitrage : Hiroyoshi Takayama ( Japon) | Spectateurs : 22 183 Arbitrage : Hiroyoshi Takayama ( Japon) |
| 19:30 UTC+8      | Report              |       |                                        | Spectateurs : 22 183 Arbitrage : Hiroyoshi Takayama ( Japon) | Spectateurs : 22 183 Arbitrage : Hiroyoshi Takayama ( Japon) |

| 14 novembre 2009 | Iran         | 1 – 0 | Jordanie | Stade Azadi, Téhéran                                       |                                                            |
| 18:00 UTC+3:30   | Nekounam 72e |       |          | Spectateurs : 15 000 Arbitrage : Yuichi Nichimura ( Japon) | Spectateurs : 15 000 Arbitrage : Yuichi Nichimura ( Japon) |
| 18:00 UTC+3:30   | Report       |       |          | Spectateurs : 15 000 Arbitrage : Yuichi Nichimura ( Japon) | Spectateurs : 15 000 Arbitrage : Yuichi Nichimura ( Japon) |

| 18 novembre 2009 | Thaïlande | 0 – 1 | Singapour | Stade Rajamangala, Bangkok                                 |                                                            |
| 18:30 UTC+7      |           |       | Đurić 38e | Spectateurs : 30 000 Arbitrage : Abdullah Balideh ( Qatar) | Spectateurs : 30 000 Arbitrage : Abdullah Balideh ( Qatar) |
| 18:30 UTC+7      | Report    |       |           | Spectateurs : 30 000 Arbitrage : Abdullah Balideh ( Qatar) | Spectateurs : 30 000 Arbitrage : Abdullah Balideh ( Qatar) |

| 22 novembre 2009 | Jordanie | 1 – 0 | Iran | King Abdullah Stadium, Amman                                                             |                                                                                          |
| 18:00 UTC+2      | Deeb 79e |       |      | Spectateurs : 11 000 Arbitrage : Ali Hamad Madhad Saif Al-Badwawi ( Émirats arabes unis) | Spectateurs : 11 000 Arbitrage : Ali Hamad Madhad Saif Al-Badwawi ( Émirats arabes unis) |
| 18:00 UTC+2      | Report   |       |      | Spectateurs : 11 000 Arbitrage : Ali Hamad Madhad Saif Al-Badwawi ( Émirats arabes unis) | Spectateurs : 11 000 Arbitrage : Ali Hamad Madhad Saif Al-Badwawi ( Émirats arabes unis) |

| 6 janvier 2010 | Singapour     | 1 – 3 | Iran                                          | Stade national, Singapour                           |                                                     |
| 19:30 UTC+8    | Alam Shah 32e |       | Aghili 11e (pen.) · Madanchi 12e · Rezaei 63e | Spectateurs : 7 356 Arbitrage : Sun Baojie ( Chine) | Spectateurs : 7 356 Arbitrage : Sun Baojie ( Chine) |
| 19:30 UTC+8    | Report        |       |                                               | Spectateurs : 7 356 Arbitrage : Sun Baojie ( Chine) | Spectateurs : 7 356 Arbitrage : Sun Baojie ( Chine) |

| 6 janvier 2010 | Thaïlande | 0 – 0 | Jordanie | Stade Rajamangala, Bangkok                                 |                                                            |
| 19:00 UTC+7    |           |       |          | Spectateurs : 15 000 Arbitrage : Ben Williams ( Australie) | Spectateurs : 15 000 Arbitrage : Ben Williams ( Australie) |
| 19:00 UTC+7    | Report    |       |          | Spectateurs : 15 000 Arbitrage : Ben Williams ( Australie) | Spectateurs : 15 000 Arbitrage : Ben Williams ( Australie) |

| 3 mars 2010 | Iran      | 1 - 0 | Thaïlande | Stade Azadi                                                |                                                            |
|             | Javad 90e |       |           | Spectateurs : 17 000 Arbitrage : Abdullah Balideh ( Qatar) | Spectateurs : 17 000 Arbitrage : Abdullah Balideh ( Qatar) |
|             | Report    |       |           | Spectateurs : 17 000 Arbitrage : Abdullah Balideh ( Qatar) | Spectateurs : 17 000 Arbitrage : Abdullah Balideh ( Qatar) |

| 3 mars 2010 | Jordanie                  | 2 - 1 | Singapour | Stade international du roi Abdallah                                        |                                                                            |
|             | Al Shaikh 9e · Yaseen 59e |       | Shah 49e  | Spectateurs : 17 000 Arbitrage : Abdulrahman Mohammed A M Hussain ( Qatar) | Spectateurs : 17 000 Arbitrage : Abdulrahman Mohammed A M Hussain ( Qatar) |
|             | Report                    |       |           | Spectateurs : 17 000 Arbitrage : Abdulrahman Mohammed A M Hussain ( Qatar) | Spectateurs : 17 000 Arbitrage : Abdulrahman Mohammed A M Hussain ( Qatar) |

## Les qualifiés
- Irak, tenante du titre, vainqueur de la Coupe d'Asie 2007
- Arabie saoudite, finaliste en 2007
- Corée du Sud, troisième en 2007
- Qatar, pays organisateur
- Inde, vainqueur de l'AFC Challenge Cup 2008
- Corée du Nord, vainqueur de l'AFC Challenge Cup 2010
- Japon, premier du Groupe A
- Bahreïn, deuxième du Groupe A
- Australie, premier du Groupe B
- Koweït, deuxième du Groupe B
- Émirats arabes unis, premier du Groupe C
- Ouzbékistan, deuxième du Groupe C
- Syrie, premier du Groupe D
- Chine, deuxième du Groupe D
- Iran, premier du Groupe E
- Jordanie, deuxième du Groupe E